# 神様はバリにいる
『神様はバリにいる』（かみさまはバリにいる）は2015年1月17日公開された日本の映画。主演は堤真一。
原案はクロイワ・ショウが執筆したエッセイ『出稼げば大富豪』で、クロイワがバリ島で出会った「兄貴」こと丸尾孝俊が本映画の主人公のモデルとなっている。

## あらすじ
照川祥子は婚活ビジネスに失敗し、多額の借金を日本に残したまま失意の中バリ島を訪れる。死に場所を探す中、現地で暮らす日本人青年リュウと出会う。リュウは祥子をアニキに引き合わせた。破天荒なアニキに祥子は戸惑いながらもいつの間にかアニキのペースに巻き込まれてしまい、気が付けば高額ワインの代金をカタにアニキの手伝いをやらされる破目に…　アニキとの出会いやその非常識！？な行動、お金やセックスに囚われない時間の中で、祥子は少しずつ立ち直って行く自分を見つける。祥子とアニキはどうなるのか?　彼女はバリ島に残るのか、それとも日本に戻るのか?　コミカルな展開ながらも、価値観や生きる意味を問う機会を与えてくれる海外日本人ドラマ。

## キャスト
- アニキ - 堤真一：バリ島に住む大富豪。
- 照川祥子 - 尾野真千子：婚活ビジネスに失敗し借金を抱えている。
- 杉田 - ナオト・インティライミ
- 香奈 - 菜々緒
- リュウ - 玉木宏：バリ島でボランティアで子どもたちの目を診る眼科医。

## スタッフ
- 監督 - 李闘士男
- 脚本 - 森ハヤシ
- 企画 - 梅田一宏
- 原案 - クロイワ・ショウ『出稼けば大富豪』
- 原案モデル - 丸尾孝俊
- 製作総括 - 白柳雅文、梅田一宏、小西啓介
- プロデューサー - 宮前泰志、前田鉱孝、安里公夫
- 音楽 - 安達練
- 主題歌 - 湘南乃風「BIG UP」
- 撮影 - 神田創
- 編集 - 穗垣順之助、山本清香
- 企画・製作プロダクション - リーライダーす
- 配給・宣伝 - ファントム・フィルム
- 製作 - 「神様はバリにいる」フィルムパートナーズ（プリンシパル、エイト、リーライダーす、ソウルエイジ、ハイブリッド、カラーバード、旅工房、参天製薬、ザ・キッス、烏龍舎、ファントム・フィルム、トイズファクトリー）

## 封切り
全国67スクリーンで公開され、2015年1月17、18日の初日2日間で興収4,507万100円、動員3万3,032人になり映画観客動員ランキング（興行通信社調べ）で初登場第10位となった。